# IBM HTTP Server
IBM HTTP Server (IHS) egy webkiszolgáló, amely az Apache Software Foundation Apache HTTP Server-ére épül. Ez többek közt a következőkön fut: AIX, HP-UX, Linux, Solaris, Windows NT, és z/OS. A szoftver szabadon letölthető, de ekkor IBM támogatás nem jár hozzá. A HTTP szerver továbbá része az IBM WebSphere Application Server csomagnak is. 
Az adminisztrációs konzol alapértelmezett portja 8008.

## Főbb verziók
- IBM HTTP Server 8.5, 2012. június 15. (Apache 2.2.8 alapú)
- IBM HTTP Server 8.0, 2011. június 17. (Apache 2.2.8 alapú)
- IBM HTTP Server 7.0
  - 7.0.0.0, 2009. március 15 (Apache 2.2.11 alapú)
- IBM HTTP Server 6.0
  - 6.1.0.0, 2006. július 21. (Apache 2.0.47 alapú)
  - 6.0.2.0, 2005. július 29. (Apache 2.0.47 alapú)
  - 6.0.1.0, 2005. április 15.

## Lásd még
- Webszerverek összehasonlítása
- IBM WebSphere Application Server

## Külső hivatkozások
- IBM HTTP Server homepage
- IBM – Recommended Updates for IBM HTTP Server
- IBM – Differences between open source apache and IHS, GSKIT overview, and info on PHP with IHS *DEAD
- HTTP Server and its relationship to IBM WebSphere Application Server[halott link]
- Debugging IBM HTTP Server crashes, hangs, high CPU, startup failures – (IHS diagnostics package)

## Fordítás
Ez a szócikk részben vagy egészben  az   IBM HTTP Server című angol Wikipédia-szócikk ezen változatának fordításán alapul.  Az eredeti cikk szerkesztőit annak laptörténete sorolja fel. Ez a jelzés csupán a megfogalmazás eredetét és a szerzői jogokat jelzi, nem szolgál a cikkben szereplő információk forrásmegjelöléseként.